# ZFP57
ZFP57 (англ. ZFP57 zinc finger protein) – білок, який кодується однойменним геном, розташованим у людей на короткому плечі 6-ї хромосоми. Довжина поліпептидного ланцюга білка становить 452 амінокислот, а молекулярна маса — 51 919.
| 10         |  | 20         |  | 30         |  | 40         |  | 50         |
| ---------- |  | ---------- |  | ---------- |  | ---------- |  | ---------- |
| MAAGEPRSLL |  | FFQKPVTFED |  | VAVNFTQEEW |  | DCLDASQRVL |  | YQDVMSETFK |
| NLTSVARIFL |  | HKPELITKLE |  | QEEEQWRETR |  | VLQASQAGPP |  | FFCYTCGKCF |
| SRRSYLYSHQ |  | FVHNPKLTNS |  | CSQCGKLFRS |  | PKSLSYHRRM |  | HLGERPFCCT |
| LCDKTYCDAS |  | GLSRHRRVHL |  | GYRPHSCSVC |  | GKSFRDQSEL |  | KRHQKIHQNQ |
| EPVDGNQECT |  | LRIPGTQAEF |  | QTPIARSQRS |  | IQGLLDVNHA |  | PVARSQEPIF |
| RTEGPMAQNQ |  | ASVLKNQAPV |  | TRTQAPITGT |  | LCQDARSNSH |  | PVKPSRLNVF |
| CCPHCSLTFS |  | KKSYLSRHQK |  | AHLTEPPNYC |  | FHCSKSFSSF |  | SRLVRHQQTH |
| WKQKSYLCPI |  | CDLSFGEKEG |  | LMDHWRGYKG |  | KDLCQSSHHK |  | CRVILGQWLG |
| FSHDVPTMAG |  | EEWKHGGDQS |  | PPRIHTPRRR |  | GLREKACKGD |  | KTKEAVSILK |
| HK         |  |            |  |            |  |            |  |            |

A: Аланін

C: Цистеїн

D: Аспарагінова кислота

E: Глутамінова кислота

F: Фенілаланін

G: Гліцин

H: Гістидин

I: Ізолейцин

K: Лізин

L: Лейцин

M: Метіонін

N: Аспарагін

P: Пролін

Q: Глутамін

R: Аргінін

S: Серин

T: Треонін

V: Валін

W: Триптофан

Кодований геном білок за функціями належить до репресорів, білків розвитку. 
Задіяний у таких біологічних процесах, як транскрипція, регуляція транскрипції, альтернативний сплайсинг. 
Білок має сайт для зв'язування з іонами металів, іоном цинку, ДНК. 
Локалізований у ядрі.